# 57 Cygni
57 Cygni, som är stjärnans Flamsteed-beteckning, är en snäv dubbelstjärna belägen i den mellersta delen av stjärnbilden Svanen. Den har en lägsta skenbar magnitud på ca 4,80 och är svagt synlig för blotta ögat där ljusföroreningar ej förekommer. Baserat på parallaxmätning inom Hipparcosuppdraget på ca 6,2 mas, beräknas den befinna sig på ett avstånd på ca 530 ljusår (ca 161 parsek) från solen. Den rör sig närmare solen med en heliocentrisk radialhastighet av ca -21 km/s.

## Egenskaper
Primärstjärnan 57 Cygni A är en blå till vit stjärna i huvudserien av spektralklass B5 V. Den har en massa som är ca 5,5 solmassor, en radie som är ca 3,3 solradier och utsänder ca 622 gånger mera energi än solen från dess fotosfär vid en effektiv temperatur av ca 17 200 K.
57 Cygni är en misstänkt variabel, som varierar mellan visuell magnitud +4,72 och 4,80 utan någon fastställd periodicitet.
57 Cygni är en dubbelsidig spektroskopisk dubbelstjärna med en omloppsperiod av 2,85 dygn och excentricitet på 0,15. Stjärnorna visar en stadig förändring i deras längdperiastron och visar en apsidal period av 203 ± 4 år. Systemet bildar, med en lutning mot siktlinjen från jorden på ca 48°, inte en förmörkelsevariabel. Båda stjärnorna är av spektralklass B5 V. Följeslagaren 57 Cygni B har en massa som är ca 4,9 solmassor, en radie som är ca 2,9 solradier.